# Espineta de bec rosat
L'espineta de bec rosat (Aethomyias spilodera) és una espècie d'ocell de la família dels acantízids (Acanthizidae) que habita la selva humida a les illes Aru i a Waigeo i Batanta, a les illes Raja Ampat, també a Nova Guinea, incloent les illes Yapen.
Anteriorment aquesta espècie estava inclosa en el gènere Sericornis però després de la publicació d'un estudi filogenètic molecular el 2018, es va traslladar al gènere restablert Aethomyias.

## Taxonomia
Es reconeixen cinc subespècies:
- A. s. spilodera (Gray, 1859) - illes Yapen (illa Geelvink Bay, nord-oest de Nova Guinea), Bird's Head (nord-oest de Nova Guinea) i zona muntanyosa al nord de Nova Guinea.
- A. s. granti (Hartert, 1930) - vessant del centre oest de Nova Guinea.
- A. s. guttatus (Sharpe, 1882) - Trans-Fly (centre sud de Nova Guinea) fins al nord-est (península d'Huon) i sud-est de Nova Guinea. Inclou l'antiga subespècie A. s. wuroi (Beehler & Pratt 2016).
- A. s. ferrugineus (Stresemann & Paludan, 1932) - Waigeo i Batanta (illa Raja Ampat, nord-oest de Nova Guinea). Inclou l'antiga subespècie A. s. batantae (Beehler & Pratt 2016).
- A. s. aruensis (Ogilvie-Grant, 1911) - illa Aru (sud-oest de Nova Guinea).